# Калиново (Грибановский район)
Кали́ново — село в Грибановском районе Воронежской области.
Административный центр Калиновского сельского поселения.

## Население
| 2010 |
| ---- |
| 139  |

## Улицы
- ул. Кирсанова,
- ул. Кожухова,
- ул. Кооперативная,
- ул. Центральная,
- ул. Чкалова.